# 劉玉翠
劉玉翠（英語：Rain Lau Yuk Chui，1966年12月11日—），又名劉喬方，香港女演員和歌手，曾簽約無綫電視及香港電視網絡。劉玉翠先後演出過多部為觀眾熟悉的電視劇集包括《他來自天堂》、《天龍八部》、《鹿鼎記》、《布袋和尚》、《封神榜》《愛情全保》等等。2017年，劉玉翠更憑微電影《蝌尾》於歐洲瑞典影展 Red Corner Film Festival 和歐洲羅馬影展 Best Film Awards 奪得兩個「最佳女主角」獎項殊榮 。

## 背景

### 早年生活
劉玉翠早年在現時九龍城石鼓壟網球場前身的木屋區（所住處為一個棄置了的小型芽菜廠）生活，家有九兄弟姊妹，自己排行第七。小時候因為有其他親戚居住在同一個地方，所以她可以與他們一起跳土風舞和玩集體遊戲如滾軸。劉玉翠在1978年畢業於福德學校上午校。年紀小小的她已經很會唱歌，經常參加香港區歌唱比賽，更獲得無數獎項。夢想他日長大後能夠當個出色的演員來孝敬父親。她在中學時期就讀深水埗香港四邑商工總會黃棣珊紀念中學，與羅啟新為同學。他們均畢業於中七預科班。而劉玉翠曾重讀一年中五，之後才於原校升讀中六年級。劉羅二人在校時一起擔任戲劇學會的主席。雖然自小已喜歡看香港和日本的電視節目，不過她不理解演戲是甚麼。
1986年預科畢業後，劉玉翠的高考成績一般，決定於同年選讀香港演藝學院。1990年畢業前主修表演系深造文憑，並參演《廟街皇后》。她就讀一至三年級時參演過香港電台節目《性本善》短劇，又演出過《暴風少年》。後來一位認識的香港電台副導演介紹她參與《廟街皇后》（前名《女兒身》）試鏡。當時她從報紙中得知自己分別獲提名第27屆金馬獎及第10屆香港電影金像獎「最佳女配角」獎。成名後簽約無綫電視主持節目且演出電視劇集，成為經理人合約藝員。

### 演藝生涯

#### 加入電視台

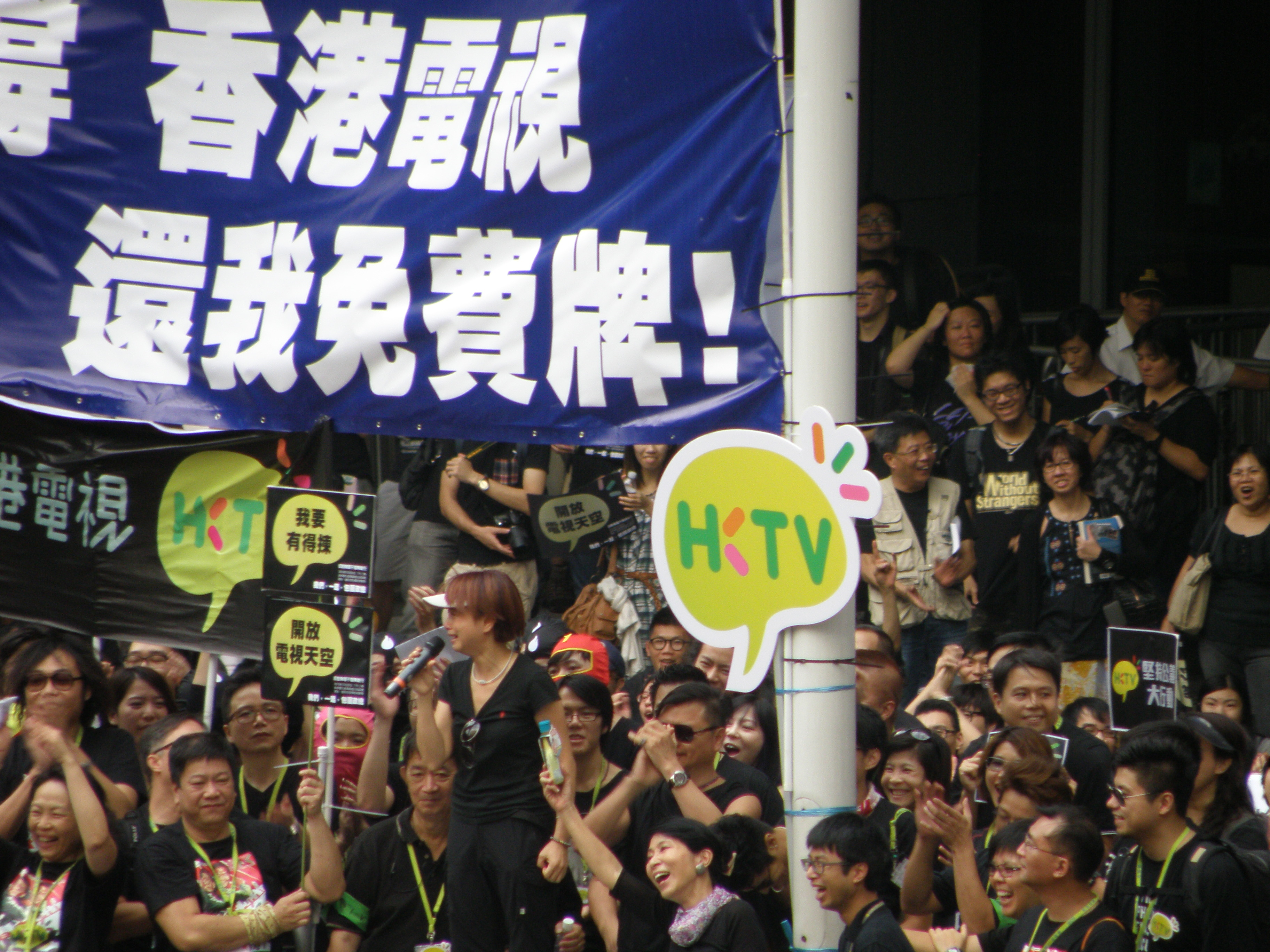
2013年10月在香港免費電視牌照爭議的遊行中發言

劉玉翠早期曾經是亞視新飛虎隊的主持。在一次的機緣下得到無綫電視的賞識，從而與之簽約，成為旗下合約女藝員之一。其後更備受重用，在《燃燒歲月》中飾演羅慧娟少女版而大獲好評。其後在多部電視劇中擔正女主角，備受無綫力捧。1992年在《捉妖奇兵》及《他來自天堂》兩部電視劇中開始擔正第二女主角，1993年在劇集《金牙大狀》中與鄭丹瑞的演出也令不少人留下深刻印象，此時演技已達到水準級的劉玉翠，揚言想拍攝一些喜感十足的角色。其後於《西遊記》中的小蜘蛛精恩恩、《天龍八部》的阿紫、《苗翠花》的許柳詩、《鹿鼎記》的刁蠻公主建寧公主、《人龍傳說》的葉翠、《布袋和尚》的林喜鵲（貪不得）、《封神榜》的男人婆鄧嬋玉以及《愛情全保》的郭德美都大獲好評，成功演繹到喜感十足的角色，亦成為香港喜劇演員之一，演技已得到觀眾的肯定。部分劇集更以第二女主角身份出場。其中《布袋和尚》更剃光頭演出，獲得不少讚賞。
2009年在《古靈精探》系列中飾演古靈精怪的小姨簡緻美（Sa姨）一角，雖角色不大討好，但有些觀眾仍繼續支持劉玉翠，更有部分網民稱應將劉玉翠分配於單元案件中，亦有部分網民議論劉玉翠在劇中的戲份甚少，TVB網絡論壇上更獲網民議論紛紛。在搞笑古裝劇《王老虎搶親》及《大冬瓜》中都擔正第二女主角，在《王老虎搶親》中的八婆舅母王桂菲，更大獲好評，仍是觀眾心裡的最佳喜劇演員。2010年在《搜下留情》中飾演的按摩女郎甘可可（CoCo）一角，首度與陳慧珊合作亦擦出不少火花，於劇中與陳慧珊的對手戲更備受矚目。《蒲松齡》的狡猾舅母朱寶燕以及在《施公奇案II》中演出大反派，飾演佛口蛇心的穆奇德·燕嫻（燕嫻郡主）一角，心狠手辣、自私自利，讓觀眾驚訝劉玉翠不但能演出搞笑的角色，且能演出狠毒的反派角色。2011年約滿無綫電視後離開，結束與無綫電視21年賓主關係，原因在於當時身在廣州拍攝電視劇的她認為自己演戲的感覺轉差，需要新環境與新衝擊令自己進步，所以於2012年轉投香港電視網絡，並為港視拍攝《三面形醫》。
2013年因香港電視網絡不獲發牌導致旗下藝員沒有工作及去向，劉玉翠現考慮申請牌照行醫，2013年11月宣佈暫時離開香港電視網絡。但就算無綫電視歡迎回巢，她也堅決不會重返無綫電視。她亦打算全面在中國大陸發展。但如果香港電視網絡能獲政府發放牌照，她堅決不會離巢。2013年12月自香港電視網絡宣布發展流動電視後，劉玉翠自薦回巢。2014年因港視開台無期而與港視和平解約，結束2年與港視之賓主關係，改而與北京經理人簽約，北上發展。

#### 影圈發展
1990年，劉玉翠入行前已有機會參演電影，首部參演之電影為《廟街皇后》，在這部電影中飾演悲情舞女「阿Yan」一角，電影中有出色的演出而令她榮獲1991年《第10屆香港電影金像獎》「最佳女配角」和「最佳新人獎」兩項殊榮，令她的演藝事業創下最高峰的一刻，她亦是首位在《香港電影金像獎》中憑籍同名電影榮奪兩項個人獎項的女演員 。此外，她亦憑此角入圍《第27屆金馬獎》「最佳女配角」的提名。
1990年代中期後，劉玉翠在電影中發展停滯，未有遇上具發揮性的角色，1995年在《元洲街皇后》飾演的細妹，雖然演技獲得觀眾認同，惜沒獲提名任何獎項。2017年，默默耕耘多年的劉玉翠，終憑微電影《蚪尾 （页面存档备份，存于）》更在外地微電影節勇奪「最佳女主角」的名銜，使她相當感動 。坊間有傳劉玉翠曾配演1996年電影《古惑仔之人在江湖》中「蘇阿細」一角，其本人已於電台訪問中表示資料不正確，沒有為該角色配音。

#### 樂壇發展
劉玉翠就讀初中期間已因不懂用聲而令聲線沙啞。直至修畢演藝學院課程後決定要跟歌唱老師學習唱歌，主要出於學曉用聲以應付演戲需要。她曾在樂壇發展，1992年簽約新藝寶唱片成為歌手，先後曾推出過三張個人大碟《Not So Sorry》、《劉玉翠》、《遇上一九四一的劉玉翠》以及《失而復得》等合輯。她曾獲得1993年香港電台第十六屆十大中文金曲「最有前途新人獎（女歌手）」銅獎。1994年底約滿唱片公司後不再續約，不想當歌手，主力拍攝電視劇。近期發行的專輯是2006年發行的《失而復得》。2018年2月，隨著90年代歌手復出熱潮，獲邀亮相TVB人氣電視節目《流行經典50年》，相隔24年再次以歌手身份於香港主流觀眾前獻唱《I'm Sorry》。

## 演出作品

### 電視劇（無綫電視）
| 首播   | 劇名                | 角色                      | 性質           |
| 1990年 | 燃燒歲月            | 童素素（少年）            | 第三女主角     |
| 1991年 | 浪族闊少爺          | 鄧大喜                    | 第二女主角     |
| 1991年 | 自梳女              | 馬 喜                     | 女配角         |
| 1991年 | 幹探群英            | Flora                     | 單元女主角     |
| 1991年 | 怒劍嘯狂沙          | 色 蘭                     | 第三女主角     |
| 1991年 | 老友鬼鬼            | 尚天嬌                    | 第三女主角     |
| 1992年 | 捉妖奇兵            | 柳小蝶                    | 女配角         |
| 1992年 | 他來自天堂          | 蘇 翠                     | 第二女主角     |
| 1992年 | 大賭場              | 杜家莉                    | 第二女主角     |
| 1993年 | 金牙大狀            | 伏 敏                     | 第二女主角     |
| 1994年 | 廉政行動1994        | 王 瑛                     | 單元女主角     |
| 1995年 | 包青天              | 沈洛霞                    | 單元女主角     |
| 1996年 | 西遊記              | 恩 恩（小蜘蛛精）         | 單元女主角之一 |
| 1996年 | 真情                | Fanny                     | 客串           |
| 1997年 | 苗翠花              | 許柳詩（Lucy）            | 第三女主角     |
| 1997年 | 天龍八部            | 阿 紫                     | 第三女主角     |
| 1997年 | 大家族              | 韓 湘                     | 女配角         |
| 1998年 | 聊齋 (貳)之陰差陽錯 | 許丹鳳                    | 單元女主角     |
| 1998年 | 聊齋 (貳)之魅影連狐 | 蓮 香                     | 單元女主角     |
| 1998年 | 鹿鼎記              | 建寧公主                  | 第四女主角     |
| 1998年 | 西遊記 (貳)         | 恩 恩（蜘蛛精）           | 女主角之一     |
| 1999年 | 布袋和尚            | 林喜鵲／貪不得            | 第二女主角     |
| 1999年 | 人龍傳說            | 葉 翠／周 翠              | 第三女主角     |
| 2000年 | 廟街·媽·兄弟        | 馬莉莉                    | 第四女主角     |
| 2000年 | 大囍之家            | 嵐 友                     | 客串           |
| 2001年 | 勇往直前            | 唐少甜                    | 女配角         |
| 2001年 | 酒是故鄉醇          | 賽綺紅                    | 女配角         |
| 2001年 | 封神榜              | 鄧嬋玉                    | 女配角         |
| 2002年 | 再生緣              | 榮 蘭                     | 第四女主角     |
| 2002年 | 我要Fit一Fit        | 梁添寶（暴暴龍）          | 女配角         |
| 2003年 | 美麗在望            | 過少琪                    | 女配角         |
| 2003年 | 衛斯理              | 孔玉貞                    | 單元角色       |
| 2003年 | 皆大歡喜            | 陳百合（Lily）            | 女配角         |
| 2006年 | 愛情全保            | 郭德美（Renee）           | 第三女主角     |
| 2007年 | 牛郎織女            | 張玉鳳                    | 第四女主角     |
| 2007年 | 舞動全城            | 關愛萍（Veronica）        | 客串           |
| 2007年 | 通天幹探            | 陳凱莉（步姐）            | 女配角         |
| 2007年 | 兩妻時代            | 吳鉿妮（Helen）           | 女配角         |
| 2008年 | 古靈精探            | 簡緻美（Anastasia、Sa姨） | 第四女主角     |
| 2008年 | 師奶股神            | 何淼品（品姨）            | 女配角         |
| 2009年 | 大冬瓜              | 凌 鳳                     | 第二女主角     |
| 2009年 | 王老虎搶親          | 王桂菲                    | 第四女主角     |
| 2009年 | 古靈精探B           | 簡緻美（Anastasia、Sa姨） | 第三女主角     |
| 2010年 | 搜下留情            | 甘可可（CoCo）            | 第三女主角     |
| 2010年 | 蒲松齡              | 朱寶燕（舅少奶）          | 女配角         |
| 2010年 | 施公奇案II          | 穆奇德·燕嫻（燕嫻郡主）   | 第三女主角     |
| 2012年 | 我外母唔係人        | 丁 酉                     | 第四女主角     |

### 電視劇（香港電視）
| 首播   | 劇名           | 角色                 | 性質         |
| 2015年 | 童話戀曲201314 | 李美霞（翠絲）       | 女配角       |
| 2015年 | 末日+5         | 林芷瑩               | 單元三女主角 |
| 2015年 | 三面形醫       | 趙彩瓊（瓊姨、瓊姐、大姐瓊） | 第四女主角   |

### 電視劇（中國大陸）
- 2010年：《妹仔大過主人婆》飾 阿笑
- 2017年：《楚喬傳》》飾 宋大娘
- 2017年：《龍日一，你死定了》（網絡劇）飾 甄美麗（友情出演）
- 2018年：《歡樂女神捕》（2014年拍攝）飾 蔡小妹
- 2019年：《招摇》飾 獨孤修
- 2019年：《淺情人不知》飾 叮叮媽（特別出演）
- 2021年：《天龍八部》飾 阮星竹
- 2022年：《龍一你要怎樣》（網絡劇）飾  甄美麗
- 2023年：《尘缘（網絡劇）》飾  金花
- 待播映：《北京遇上西雅图》

### 電視劇（香港電台）
- 《暴風少年》
- 1987年：《性本善》
- 1988年：《性本善》
- 1989年：《性本善》
- 1994年：《獅子山下》
- 1997年：《法門》（(真相）飾 羅彩珠
- 2002年：《生命激流》（生死場）
- 2002年：《鐵窗邊緣2》
- 2004年：《鐵窗邊緣3》
- 2005年：《樓上樓下之天水人間》
- 2007年：《廉政行動2007》飾 李小茵
- 2011年：《一屋住家人》飾 霞
- 2013年：《一念之間2》
- 2014年：《警訊》
- 2014年：《我的家庭醫生》飾 阿珊
- 2015年：《沒有牆的世界5》飾 陳太
- 2016年：《女人多自在5》 - 小志願 飾 Maggie

### 電視電影
- 1991年：暴風姐妹情（無綫電視）
- 2003年：咫尺疑魂（無綫電視）

### 電影
- 1990年：廟街皇后（台譯“後街人生”） 飾 陳慧燕（Yan）
- 1991年：拳王
- 1992年：飛女正傳 飾 黃有翠／潘美兒
- 1992年：花貨（前名：無鉛的愛）
- 1993年：搶錢夫妻 飾 新聞報道員
- 1994年：正乞兒
- 1994年：花月危情
- 1994年：清官難審 飾 楊秀麗
- 1995年：搶夾媽咪
- 1995年：元洲街皇后 飾 細妹
- 1996年：大三元
- 1996年：阿金的故事
- 1998年：陰陽路3之升棺發財
- 1998年：殺手再培訓
- 2015年：五個小孩的校長 飾 強嫂
- 2017年：瀏陽河 飾 性工作者嘉嘉（鮮浪潮國際短片節最佳電影及鮮浪潮大獎）
- 2017年：賭城風雲之扭轉乾坤（網絡電影）
- 2017年：七娃捉妖记（網絡電影）
- 2018年：非同凡響 飾 吳太
- 2019年：一品爵爺（網絡電影）
- 2022年：小龍女（網絡電影）

### 舞台劇
- 1993年：《遇上1941的女孩》
- 2011年：《情話紫釵》
- 2018年：《她媽的葬禮》

### 話劇
- 1989年：《某一年的七月十四日》
- 年份不詳：《戀戀家園》
- 年份不詳：《風流劍客》
- 年份不詳：《三姊妹》
- 年份不詳：《伊狄帕斯王》

### 節目主持
- 1985年 - 1987年 亞洲電視兒童節目：《500飛虎隊》
- 1998年 無綫電視：《康泰最緊要好玩 菲律賓旅遊新FUN點》
- 1999年 無綫電視：《康泰最緊要好玩 葡萄牙旅遊新FUN點》
- 1999年 無綫電視：《康泰最緊要好玩 西班牙旅遊新FUN點》
- 1999年 無綫電視：《康泰最緊要好玩 張家界旅遊新FUN點》
- 2001年 無綫電視：《星晨旅遊北京真的感受》
- 2002年 無綫電視：《永安旅遊話你知 點解加拿大咁好玩》
- 香港電台：《性本善》
- 香港電視網絡：《挑戰》
- 香港電視網絡：《食的秘密》
- 2014年 香港有線電視：《怪談》

### 綜藝節目
- 1998年：《天下無敵獎門人》（無綫電視）
- 1999年：《驚天動地獎門人》（無綫電視）
- 2000年：《宇宙無敵獎門人》（無綫電視）
- 2002年：《吾係獎門人》（無綫電視）
- 2004年：《繼續無敵獎門人》（無綫電視）
- 2006年：《遊戲天王》（無綫電視）
- 2008年：《鐵甲無敵獎門人》（無綫電視）
- 2009年：《星星同學會》第11集（無綫電視）
- 2009年：《耳分高下》（無綫電視）
- 2010年：《超級遊戲獎門人》（無綫電視）
- 2010年：《奪寶奇兵》（廣東珠江頻道）
- 2010年：《叮王爭霸》（廣東珠江頻道）
- 2011年：《大家來相會》（廣東衛視）
- 2016年：《我愛香港》（無綫電視）
- 2019年：《王牌对王牌》（浙江卫视）
- 2020年：《流行經典50年》（無綫電視）

### 音樂錄像
- 2016年：李克勤《一個都不能少》 MV

## 配音作品
- 1998年：黎明MTV《我這樣愛妳》-  LeeAnn 李鞍
- 2005年：電影《長恨歌》- 王琦瑤
- 2005年：電影《露寶治的世界》- 羅烈妲
- 2007年：必理痛傷風感冒熱飲 - 旁白
- 2009年：PANTENE水漾乳液修護系列 - 為周迅配音
- 2009年：電影《超級零零狗》- 貓貓
- 2010年：電影《美食風球》- 心思思
- 2010年：電影《錦衣衛》- 喬花
- 2010年：電影《狄仁傑之通天帝國》- 上官靜兒
- 2015年：美贊臣A+ 親舒 - 旁白
- 2016年：電影《優獸大都會》- 咩小姐
- Kinder 出奇蛋 - 旁白

## 音樂作品

### 個人專輯
| # | 專輯名稱             | 專輯類型 | 發行公司   | 發行日期   | 曲目 |
| - | -------------------- | -------- | ---------- | ---------- | --- |
| 1 | Not So Sorry         | 大碟     | 新藝寶唱片 | 1992年12月 | 曲目 1. I'm Sorry 2. 借多一夜 3. 分享一個情人 4. 相依一輩子 5. 地球生病 6. 相愛無期 7. 不知的某天 8. 哈囉拜拜 9. 在你眼中 10. 可知我依然等 (鄭梓浩合唱)                                         |
| 2 | 劉玉翠               | 大碟     | 新藝寶唱片 | 1993年7月  | 曲目 1. Can't Forget You 2. 來吧!Mambo Mambo 3. 戀愛從今夜開始 4. 不關你事 5. 浪漫千百年 6. 情人不難做 7. 愛我是錯 8. 田園頌 9. 伴你渡過風雨路 10. 下雨 (不關你事－國語版) 11. 借多一夜 (bonus) |
| 3 | 遇上一九四一的劉玉翠 | EP       | 新藝寶唱片 | 1994年3月  | 曲目 1. Prologue (幕漸升) 2. 你為了愛情 3. 我和春天有個約會 4. 1941離不開 5. 我的選擇是錯是對 (劉雅麗﹑譚偉權合唱) 6. Epilogue (1941)                                                           |

### 合輯
| # | 專輯名稱           | 專輯類型  | 發行公司   | 發行日期     | 曲目 |
| - | ------------------ | --------- | ---------- | ------------ | --- |
| 1 | 新藝寶精選金曲     | 新曲+精選 | 新藝寶唱片 | 1992年12月   | 曲目 1. 愛侶 - 王靖雯 2. 愛是太精采 - 鄭梓浩 3. 降魔者 - 劉彩玉 4. 笑吧 - 黃翊 5. 凡人咖啡店 - 凡人二重唱 6. 刻骨的愛 - 甄楚倩 7. 報答一生 - Beyond 8. 一生只給妳 - 李家明 9. 相依一輩子 - 劉玉翠 10. 阿郎戀曲 - 許冠傑 11. 一千堆廢話 - 軟硬天師 12. 盡情地幹 - 鄭梓浩 13. 沉淪 - 太極樂隊 |
| 2 | 新藝寶碟寶金曲精選 | 精選      | 新藝寶唱片 | 1993年9月    | 曲目 1. 點解要大家笠 - 軟硬天師 2. 流非飛 - 王靖雯 3. 來吧！Mambo Mambo - 劉玉翠 4. 痛一次換來一個夢 - 鄒靜，胡越山 5. 強顏歡笑 - 文章 6. 割愛 - 蘇永康 7. 痴心願記取 - 許冠英 8. 情竇初開 - 鄒靜 9. 執迷不悔（國語版） - 王靖雯 10. 那一場風花說月的事 - 何如惠 11. 孤單的我 - 鄭梓浩 12. 我愛夏日長（Hawaii Mix） - 鄒靜 13. 可否抱緊我 - 王靖雯 14. 交織千個心 - 許冠傑 15. 歲月無聲 - 麥潔文 |
| 3 | 新藝寶非常版       | 精選      | 新藝寶唱片 | 1994年7月    | 曲目 1. Sam - 李蕙敏 2. 熱燙的宇宙 - 田蕊妮 3. 情深款款 - 曹永廉 4. 我和春天有個約會 - 劉玉翠 5. 上帝製造您給我 - 蘇永康 6. 我願意（弦樂版）- 王菲 |
| 4 | 失而復得           | 精選      | 新藝寶唱片 | 2006年8月5日 | 曲目 1. 騙我也要一世 - 柏安妮 2. 我和春天有個約會 - 劉玉翠 3. 遮掩 - 甄楚倩 4. 紅太陽 - 劉彩玉 5. 我愛夏日長 - 鄒靜 6. 不舉傘的雨天 - 柏安妮 7. 你為了愛情 - 劉玉翠 8. 一冷一熱 - 甄楚倩 9. 簡簡單單 - 王翠玲 10. 不捨的眷戀 - 鄒靜 11. 不想再擁有 - 柏安妮 12. I'm Sorry - 劉玉翠 13. 醉了 - 甄楚倩 14. 這一舞 - 劉彩玉 15. This Is The First Time - 柏安妮 16. 盛世戀 - 甄楚倩                 |

### 單曲
- 2001年：《封神》（電視劇《封神榜》主題曲，與陳浩民合唱）

### 兒歌
- 1992年：《地球生病了》(又名《地球生病》)（收錄於劉玉翠《Not So Sorry》專輯）

## 派台歌曲成績
| 派台歌曲四台上榜最高位置 | 派台歌曲四台上榜最高位置 | 派台歌曲四台上榜最高位置 | 派台歌曲四台上榜最高位置 | 派台歌曲四台上榜最高位置 | 派台歌曲四台上榜最高位置 | 派台歌曲四台上榜最高位置 |
| ------------------------ | ------------------------ | ------------------------ | ------------------------ | ------------------------ | ------------------------ | ------------------------ |
| 唱片                     | 歌曲                     | 903                      | RTHK                     | 997                      | TVB                      | 備註                     |
| 1992年                   |                          |                          |                          |                          |                          |                          |
| Not So Sorry             | 可知我依然等             | -                        | -                        | -                        | -                        | 與鄭梓浩合唱             |
| Not So Sorry             | I'm Sorry                | 18                       | -                        | -                        | 10                       |                          |
| Not So Sorry             | 借多一夜                 | 16                       | -                        | -                        | -                        |                          |
| 1993年                   |                          |                          |                          |                          |                          |                          |
| 劉玉翠                   | 來吧! Mambo Mambo        | 16                       | -                        | 10                       | -                        |                          |
| 劉玉翠                   | 不關你事                 | -                        | -                        | -                        | -                        |                          |
| 1994年                   |                          |                          |                          |                          |                          |                          |
| 遇上一九四一的劉玉翠     | 你為了愛情               | 21                       | -                        | -                        | -                        | 原唱者為劉雅麗           |
| 遇上一九四一的劉玉翠     | 我和春天有個約會         | -                        | -                        | -                        | -                        | 原唱者為劉雅麗           |

| 903 | RTHK | 997 | TVB | 備註              |
| 0   | 0    | 0   | 0   | 四台冠軍歌總數：0 |

## 獎項

### 得獎
- 1991年第10屆香港電影金像獎－最佳女配角（《廟街皇后》）
- 1991年第10屆香港電影金像獎－最佳新人獎（《廟街皇后》）
- 1993年第十六屆十大中文金曲頒禮音樂會－最有前途新人獎女歌手（銅獎）
- 1993年加拿大多倫多華語電台－至愛新晉女歌手（銅獎）
- 2017年歐洲瑞典影展 Red Corner Film Festival - 最佳女主角
- 2017年歐洲羅馬影展 Best Film Awards - 最佳女主角

### 提名
- 1990年憑《廟街皇后》提名第27屆金馬獎「最佳女配角」
- 2006年憑《愛情全保》的「郭德美」提名萬千星輝頒獎典禮2006「最佳女配角」

## 外部連結
- 劉玉翠的Facebook專頁
- 劉玉翠的新浪微博